# Offensiva Kerenskij
L'offensiva Kerenskij (conosciuta anche come offensiva di luglio o offensiva della Galizia) fu l'ultima offensiva lanciata dalla Russia durante la prima guerra mondiale ed ebbe luogo nel luglio del 1917.

## Antefatti
L'offensiva fu ordinata dal Ministro della Guerra del Governo Provvisorio russo Aleksandr Kerenskij e fu guidata dal generale Brusilov. La decisione di lanciare questa offensiva non tenne conto del forte desiderio di pace che, a partire dalla rivoluzione di febbraio, si era man mano instillato nelle menti del popolo e, specialmente, nelle menti dei soldati russi, le cui capacità e volontà di combattere stavano rapidamente scemando.
La disciplina all'interno dell'esercito russo aveva raggiunto un punto di crisi a partire dall'abdicazione dello zar Nicola. Il cosiddetto "Ordine numero 1" del Soviet di Pietrogrado aveva tremendamente privato gli ufficiali dei loro poteri, assegnando il controllo principale alle "commissioni dei soldati". L'abolizione della pena di morte fu un altro fattore destabilizzante, così come la presenza, sul fronte, di un gran numero di agitatori rivoluzionari, anche bolscevichi, che propagandavano idee disfattiste sull'esito della guerra. Per di più, il comando generale non agì appropriatamente in maniera efficace contro la democratizzazione dell'esercito e furono troppo lenti nel reagire alle difficoltà che stavano insorgendo. Lo Stavka, il comandante in capo dell'Armata russa non aveva più influenza, esercitare il controllo e il ripristino del potere ufficiale risultò essergli difficile perché i soldati non gli avrebbero mai dato ascolto.
Le rivolte e gli ammutinamenti sul fronte diventarono comuni e gli ufficiali diventarono i bersagli delle proteste dei soldati e talvolta furono assassinati. Inoltre, la politica del nuovo governo verso la guerra fu quella di uno sforzo per adempiere agli obblighi verso gli alleati della Russia, invece che per lottare per una vittoria totale, dando così un'ulteriore motivazione meno credibile ai soldati a combattere.
Kerenskij, però, sperava che un'importante vittoria avrebbe fatto guadagnare il favore popolare ed avrebbe risollevato il morale dei soldati, rafforzando così il debole governo provvisorio e dimostrando l'efficacia dell'"esercito più democratico del mondo", come gli piaceva chiamarlo.

## L'offensiva
Iniziando il 1º luglio, le truppe russe attaccarono le forze tedesche ed austro-ungariche in Galizia, spingendole verso Leopoli. Le operazioni coinvolsero la 7ª, l'8ª e l'11ª Armata russa, che si contrapposero alla Südarmee austro-tedesca, alla 3ª ed alla 7ª Armata austro-ungarica.
I successi russi iniziali furono il risultato di un potente fuoco di artiglieria effettuato prima dell'assalto. Gli austro-ungarici non riuscirono a resistere al bombardamento e i russi si infiltrarono attraverso il varco che si era aperto tra le linee nemiche, il tutto senza incontrare resistenza. I tedeschi invece resistettero tenacemente e i russi soffrirono perdite elevate, al punto che la demoralizzazione iniziò ad espandersi a macchia d'olio tra la fanteria ed i successi russi furono dovuti solamente all'intervento dei reparti di cavalleria e di artiglieria e dei battaglioni speciali "d'assalto", recentemente creati dal generale Kornilov. Gli altri soldati, per la maggior parte, si rifiutarono di obbedire agli ordini. Le commissioni dei soldati discussero se gli ufficiali dovessero essere seguiti o no. Anche quando una divisione non si rifiutava categoricamente di combattere, nessun ordine veniva eseguito senza che ci fosse una discussione preliminare da parte del comitato di divisione, e, anche quando quest'ultimo decideva di obbedire agli ordini, solitamente era troppo tardi per sortire qualche effetto utile.
L'avanzata russa si arrestò il 16 luglio. Il 18 le truppe tedesche ed austro-ungariche contrattaccarono, incontrando scarsa resistenza ed avanzando attraverso la Galizia e l'Ucraina fino alle sponde del fiume Zbruč. Il 20 luglio avvenne la rottura definitiva della linea dei russi ed al 23 questi ultimi si erano ritirati per 240 chilometri.

## Conseguenze

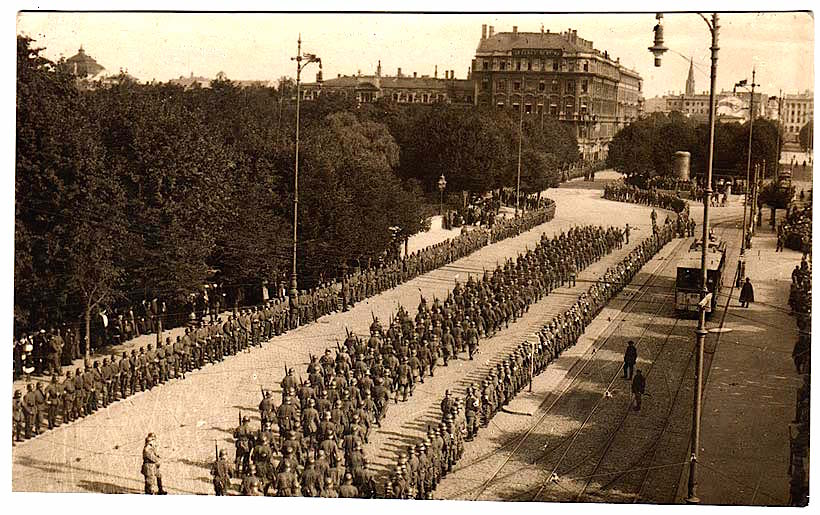
Soldati tedeschi mentre entrano a Riga, 3 settembre 1917.

Il governo provvisorio fu enormemente indebolito da questo disastro militare e la possibilità che i bolscevichi tentassero un colpo di Stato divenne molto reale. Lungi dal rafforzare il morale dell'esercito russo, questa offensiva dimostrò che quello stesso morale non esisteva più. Nessun generale russo poteva a quel punto contare che i soldati sotto il suo comando facessero ciò che gli era ordinato.
Questa offensiva facilitò l'inizio dei cosiddetti "Giorni di luglio" ed influenzò anche la situazione in Romania. Le forze russo-rumene, che avevano rotto il fronte austro-ungarico nel corso della battaglia di Mărăști per dare supporto all'offensiva Kerenski, dovettero fermare la loro avanzata. Un ulteriore combattimento ebbe luogo tra i tedeschi ed i russi nel 1917. Il 1º settembre 1917 i tedeschi attaccarono e catturarono Riga. I soldati russi posti a difesa della città si rifiutarono di combattere e fuggirono davanti all'avanzata delle truppe nemiche.